# 킬러 프로스트
킬러 프로스트(영어: Killer Frost)는 DC 코믹스의 슈퍼빌런 캐릭터군이다. 주로 파이어스톰의 악당으로 등장하며, 이제까지 크리스털 프로스트(Crystal Frost), 루이즈 링컨(Louise Lincoln), 케이틀린 스노(Caitlin Snow) 세 인물이 킬러 프로스트 이름을 썼다. 초대 킬러 프로스트 크리스털 프로스트가 1978년 6월 《파이어스톰》 3호에 처음 등장했고, 제리 콘웨이와 앨 밀그롬이 공동 창작하였다.

## 담당 배우

### TV 드라마
- 플래시(2014) - 대니엘 패너베이커(스노)

## 담당 성우

### TV 애니메이션
- 저스티스 리그(2001) - 제니퍼 헤일(링컨)
- 영 저스티스(2011) - 세라 샤히(프로스트)
- 배트맨 더 브레이브(2008) - 제니퍼 헤일(링컨)
- DC 슈퍼 히어로 걸스(2016) - 대니카 매켈러(스노)
- 저스티스 리그 액션(2016) - 미나 수바리(스노)

### 장편 애니메이션
- 슈퍼맨/배트맨: 공공의 적(2009) - 제니퍼 헤일(링컨)
- 배트맨: 아캄 습격(2014) - 제니퍼 헤일(링컨)

### 비디오 게임
- 저스티스 리그 히어로즈(2006) - 니카 퍼터먼(링컨)
- DC 유니버스 온라인(2011) - 크리스티나 J. 무어(링컨)
- 영 저스티스: 레거시(2013) - 버네사 마셜(프로스트)
- 인저스티스: 갓즈 어몽 어스(2014) - 제니퍼 헤일(링컨)